# Celosterna fabricii
Celosterna fabricii är en skalbaggsart som beskrevs av Thomson 1865. Celosterna fabricii ingår i släktet Celosterna och familjen långhorningar. Inga underarter finns listade.